# Knez (chanteur)
Pour les articles homonymes, voir Knez.
Nenad Knežević Knez, plus connu sous son nom de scène Knez est un chanteur monténégrin.

## Eurovision
Le 31 octobre 2014, il est choisi pour représenter le Monténégro au Concours Eurovision de la chanson 2015 à Vienne, en Autriche.

## Discographie
- Kao magija (1994)
- Iz dana u dan (1996)
- Automatic (1997)
- Daleko, visoko (2001)
- Ti me znaš (2003)
- Vanilla (2005)
- Otrov i med (2008)
- Opa Cupa (2012)